# Guillaume Leschallier de Lisle
Guillaume Robert Marie-Joseph Leschallier de Lisle (ur. 8 grudnia 1971 w Pau) – francuski duchowny katolicki, biskup pomocniczy Meaux od 2021.

## Życiorys

### Prezbiterat
Święcenia kapłańskie otrzymał 25 czerwca 2000 i został inkardynowany do diecezji Meaux. Był m.in. pracownikiem kurialnego wydziału katechetycznego, diecezjalnym duszpasterzem powołań, wikariuszem generalnym diecezji oraz rektorem kościoła katedralnego.

### Episkopat
21 października 2021 papież Franciszek mianował go biskupem pomocniczym diecezji Meaux, ze stolicą tytularną Pisita. Sakry udzielił mu 28 listopada 2021 metropolita paryski – arcybiskup Michel Aupetit.